# مپل هایتس-لیک دیزایر (واشینگتن)
مپل هایتس-لیک دیزایر (به انگلیسی: Maple Heights-Lake Desire) یک منطقهٔ مسکونی در ایالات متحده آمریکا است که در شهرستان کینگ، واشینگتن واقع شده‌است. مپل هایتس-لیک دیزایر ۱۱٫۱ کیلومتر مربع مساحت و ۳٬۱۵۲ نفر جمعیت دارد.